# Marcel Hansenne
Marcel Fernand Hansenne (Parigi, 24 gennaio 1917 – Fourqueux, 22 marzo 2002) è stato un mezzofondista francese, specializzato negli 800 metri piani.

## Palmarès
- Giochi olimpici

Londra 1948: bronzo negli 800 metri piani.